# Fagianaia Reale
La Fagianaia Reale è una delle architetture che si trovano all'interno del Parco di Monza.
L'edificio originariamente era una cascina, destinata all'allevamento di fagiani, utilizzati per le battute di caccia reali. Presenta un corpo di fabbrica a due piani, caratterizzato dalla parte centrale, leggermente sporgente verso sud; l'edificio è unito ad altri due corpi, caratterizzati da un tetto a capanna, della stessa altezza. I muri perimetrali sono in laterizio; i solai in legno con orditura primaria e secondaria; la copertura è invece in coppi di laterizio.
L'edificio è stato restaurato fra il 1928 e il 1930 ad opera di Piero Portaluppi, per ospitare la sede del Golf Club Milano. Risale agli anni trenta la concessione per la realizzazione di un campo da golf nell'area nord-orientale del Parco, su una superficie di circa 90 ettari. Vennero incaricati della realizzazione due fra i maggiori golf designer europei del tempo, l'architetto inglese Peter Gannon e l'ex maggiore dell'esercito inglese Cecil Blandford. L'iniziale modesto campo a nove buche che realizzarono venne ben presto portato a diciotto buche, con un corposo ampliamento delle superfici impiegate. Per la realizzazione della Club House venne nuovamente incaricato Piero Portaluppi, che riadattò la ex Fagianaia Reale alle nuove esigenze. L'ultimo ampliamento dell'edificio risale al 1956-1958. Fra gli anni sessanta e gli anni settanta vengono sopraelevati di un piano i corpi di fabbrica laterali, con l'apertura di due logge simmetriche e la realizzazione di due balconi in corrispondenza delle porte laterali; viene inoltre eretto un nuovo corpo di servizio più basso, verso ovest. Nel 1984 vengono aggiunti due nuovi blocchi a ovest, contenenti celle frigorifere e locali tecnologici; nel 1993 viene infine realizzata una veranda in alluminio che copre lo spazio fra le ali sporgenti verso nord.
Ad oggi è sede del rinomato Ristorante S. Georges Premier.